# CASA/ATK AC-235
El  AC-235 es una variante del avión de transporte CASA CN-235 pero con ametralladoras y cañones ligeros.

## Desarrollo
Basado en el compacto CASA CN-235. Es un excelente avión contrainsurgencia eficaz y barato. Las modificaciones no las realizó CASA si no una empresa estadounidense llamada ATK.

## Diseño
El AC-235 incluye sistemas de puntería electro-ópticos que incluyen un designador láser, equipo de autoprotección de aeronaves y un conjunto de armas de misiles guiados por láser Hellfire, cohetes APKWS-II de 70 mm / 2,75 pulgadas guiados por láser y el mismo cañón de cadena M230 de 30 mm alimentado por eslabones que equipa a los helicópteros Boeing AH-64 Apache. Todas las armas están controladas por el sistema de misión STAR de ATK, lo que convierte a los transportes ligeros de Airbus en plataformas de contrainsurgencia letales pero relativamente baratas.

## Variantes
CASA AC-295: un derivado del CASA C-295 con armamento más pesado y un fuselaje y alas más grande.

## Operadores
- Real Fuerza Aérea Jordana

## Especificaciones

### Características generales
- Tripulación: 5
- Longitud: 21,4 m (70,2 ft)
- Envergadura: 25,8 m (84,7 ft)
- Altura: 8,2 m (26,8 ft)
- Peso máximo al despegue: 15.000Kg

### Rendimiento
- Alcance: 4.300km
- Radio de acción: km
- Alcance en combate: km
- Alcance en ferry: km
- Techo de vuelo: 25.000ft

### Armamento
- Ametralladoras: 1× Cañón automático M230LF de 30 mm

- Cañones: 1× Cañón de 40mm
- Puntos de anclaje: 4 para cargar una combinación de:   
  - Cohetes: Cohetes de 70mm (Sin especificar)
  - Misiles: AGM-114 Hellfire

## Aeronaves relacionadas
- Lockheed AC-130
- Alenia AC-27J Stinger II
- Fairchild AC-119
- Douglas AC-47 Spooky